# Idarucizumab
Idarucizumab, merknaam Praxbind®, is een specifiek monoklonaal antilichaam dat door de firma Boehringer Ingelheim werd ontwikkeld als een specifiek antidotum tegen hun zes jaar eerder op de markt gebrachte bloedverdunner dabigatran.
Het middel wordt geleverd in flacons van 50ml bevattende 2,5 gram werkzame stof en 2 gram sorbitol als hulpstof. De aanbevolen dosis is 5 gram, derhalve 2 flacons.
Het middel wordt per infuus toegediend. Dabigatran remt trombine competitief en reversibel. Het is actief in het bloedplasma. Door remming van trombine wordt voorkomen dat fibrinogeen in fibrine wordt omgezet. De kans op het ontstaan van een bloedpropje wordt zo verminderd.

## Registratie
In 2014 werd gestart met fase III onderzoek met dit specifiek antidotum tegen het dabigatran etexilaat, het idarucizumab. April 2015 werd versneld registratie aangevraagd in de Verenigde Staten, Canada en Europa. Op 22 juni volgde een positieve fase-III studie. Op  16 oktober 2015 was er registratie in de Verenigde Staten. Europa volgde op 20 november,

## Werking
De affiniteit van dabigatran voor Idarucizumab is 300 keer groter dan voor trombine. De werking van dabigatran en de werkzame metabolieten wordt dan ook snel volledig gecoupeerd in een diermodel. Bij gezonde vrijwilligers was Idarucizumab effectief, veilig en het werd goed verdragen, onafhankelijk van de nierfunctie.